# Sylvia Fowles
Sylvia Shaqueria Fowles (* 6. Oktober 1985 in Miami, Florida, Vereinigte Staaten) ist eine US-amerikanische ehemalige Basketballspielerin, welche während ihrer WNBA-Karriere für die Minnesota Lynx sowie die Chicago Sky unter Vertrag stand.

## College
Sylvia Fowles spielte von 2005 bis 2008 für die LSU Lady Tigers, dem Damen-Basketballteam der Louisiana State University. In allen vier Saisons führte sie die Lady Tigers ins Final Four der NCAA Women’s Division I Basketball Championship. Während ihrer Zeit am College erhielt sie eine Vielzahl an Auszeichnungen.
Am 21. Januar 2007 schaffte sie als sechste Spielerin in einem US-amerikanischen College-Spiel einen Dunk.

## Professionelle Karriere
Sylvia Fowles wurde im WNBA Draft 2008 von den Chicago Sky an der zweiten Stelle ausgewählt. Die Saison 2008 war ihre erste Saison in der WNBA. Von Beginn an zählte sie zu den Stützen des Team und stand regelmäßig in der Startformation des Teams. In Chicago musste sie lange auf einen mannschaftlichen Erfolg warten. Erst 2013 erreichte sie erstmals mit dem Team die Playoffs. In ihrer letzten Saison 2014 für die Sky erreichte sie mit der Team die WNBA-Finals, die gegen die Phoenix Mercury deutlich verloren wurden. Während ihrer Zeit in Chicago wurde sie zweimal (2011 und 2013) mit dem WNBA Defensive Player of the Year Award ausgezeichnet und war in der Saison 2013 beste Rebounderin der Liga.
2015 wechselte Fowles zu den Minnesota Lynx, mit denen sie auf Anhieb die WNBA-Meisterschaft gewann. Sie selbst erhielt für ihre Leistungen in der Finalserie gegen die Indiana Fever den WNBA Finals MVP Award. 2016 verlor sie mit dem Team der Lynx knapp gegen die Los Angeles Sparks. Sie wurde zum dritten Mal zur besten Defensiv-Spielerin der Liga gekürt.
Die Spielzeit 2017 war eine sehr erfolgreiche für Fowles. Sie gewann dem den Lxyn zum zweiten Mal die WNBA-Meisterschaft, außerdem wurde sie zur besten Spielerin der Saison als auch zur besten Spielerin der Finalserie gewählt. 2018 konnte sie an die Leistungen der Vorjahre anknüpfen und wurde nach 2013 sogar zum zweiten Mal beste Rebounderin der Liga, aber mit den Lynx scheiterte sie nach einer schwächeren regulären Saison erstmals frühzeitig in den Playoffs. 2019 und 2020 erreichte sie mit den Lynx wieder die Playoffs scheiterte dort auch wieder vorzeitig.
2021 wurde mit sie zum vierten Mal als beste Verteidigerin der WNBA ausgezeichnet und unter die 25 Greatest Players in WNBA History gewählt. Im Jahre 2025 wurde sie sowohl in die Women’s Basketball Hall of Fame als auch die Naismith Memorial Basketball Hall of Fame aufgenommen.

### Europa/Asien
In der Saisonpause der WNBA spielt Fowles wie viele WNBA-Spielerinnen regelmäßig in ausländischen Ligen. Ab 2009 spielte sie in der WNBA-Pause in Europa und stand dabei für das russische Team von Spartak Moskowskaja Oblast und den türkischen Verein Galatasaray Istanbul auf dem Platz. Ab 2013 spielte sie dann regelmäßig in der chinesischen Profiliga.

## Nationalmannschaft
2008, 2012, 2016 und 2021 gewann sie bei den Olympischen Sommerspielen in Peking, London, Rio de Janeiro und Tokio mit der US-amerikanischen Basketballnationalmannschaft viermal die Goldmedaille. Bei der Basketball-Weltmeisterschaft der Damen 2010 holte sie mit dem US-Team den Weltmeistertitel.

## Auszeichnungen
| - 2005 SEC Sixth Woman of the Year - 2005 Second-team All-SEC - 2005 SEC All-Freshman - 2005 honorable mention All-America (AP) - 2005 & 2006 First-team All-Louisiana - 2005 Louisiana Freshman of the Year - 2006 First-team All-SEC - 2006 Third-team All-American (AP) - 2007 SEC All-Tournament team - 2007 First-team All-American (ESPN.com, Wooden Award, USBWA) - 2007 Second-team All-American (AP) - 2007 Kodak All-America - 2007 First-team All-SEC - 2007 Fresno Regional MOP - 2008 SEC Player of the Year | - 2011 WNBA Defensive Player of the Year Award - 2013 WNBA Defensive Player of the Year Award - 2013 WNBA Peak Performers (Rebounds) - 2015 WNBA Finals MVP Award - 2016 WNBA Defensive Player of the Year Award - 2017 WNBA Most Valuable Player Award - 2017 WNBA Finals MVP Award - 2018 WNBA Peak Performers (Rebounds) - 2021 WNBA Defensive Player of the Year Award |